# Hervor von Arndt
Hervor von Arndt, född 1940, drev Arndt Arkitektkontor i Stockholm. Hon var också delägare i Arndt, Malmquist & Skoogh Arkitektkontor från 1986, senare Arndt & Malmquist Arkitekter 1988.
Hervor von Arndt var gift med arkitekten Sune Malmquist (1932–2024).